# Королівський оперний театр Маскат
Королівський оперний театр Маскат (англ. Royal Opera House Muscat (ROHM), араб. دار الأوبرا السلطانية مسقط) — перший в регіоні Перської затоки оперний театр, центр музичного мистецтва і культури, розташований в районі Шаті Аль-Курум міста Маскат (Оман).

## Загальні відомості
Комплекс включає концертну залу театру, ландшафтні сади, розкішні ресторани, фешенебельні магазини і мистецький центр музичних програм, театральних та оперних постановок. Побудований на замовлення Султана Омана Кабуса бін Саїда, театр на 1100 місць являє собою зразок сучасної архітектури Оману.
Рельєфний фасад будівлі оздоблений мінералом, який відомий під назвою «троянда пустелі», а інтер'єри оформлені в традиційному арабському стилі.
Концертний зал театру оснащений новітнім аудіо- та відеообладнанням.

## Історія
Прихильник класичної музики і мистецтв лідер Оману Султан Кабус бін Саїд в 2001 році замовив будівництво оперного театру під назвою «Будинок музичних мистецтв», проте під кінець будівництва була затверджена нова назва «Королівський оперний театр Маскат». Споруда театру площею 80 тисяч квадратних метрів, зведена компанією Carillion Alawi, стала першим у світі театральним центром, оснащеним інтерактивною системою мультимедійних дисплеїв на спинках глядацьких крісел MODE23 від італійської компанії «Radio Marconi SrL».
Театр був офіційно відкритий 12 жовтня 2011 оперою Турандот в постановці італійця Франко Дзеффіреллі за участі іспанського тенора Пласідо Домінґо.

## Виконавці
Репертуар першого сезону включав виступи виконавців світового рівня, таких як Пласідо Домінґо, Андреа Бочеллі, Рене Флемінг, Йо-Йо Ма, Ґідон Кремер. Тут виступали зірки Лондонського філармонічного оркестру, Американського театру балету з виставою «Дон Кіхот» та джаз-групи з Нью-Йорку, Маріїнського театру з «Лебединим озером», зірки з Японії, Індії та арабських країн. Відбувся концерт пам'яті легендарної єгипетської співачки Ум Кульсум.